# Anna Anvegård
Anna Anvegård (født 10. maj 1997) er en svensk fodboldspiller, der spiller som angriber for FC Rosengård i Damallsvenskan og for Sverige. 

## Karriere

### Klub
Anvegård spillede for Växjö DFF fra 2015 til 2019, da hun skiftede til Rosengård.

### Landshold
Hun fik sin debut for Sveriges A-landshold i juni 2018 i en kamp mod Kroatien. Hun var en del af Sveriges trup ved VM 2019, hvor Sverige vandt bronze.

## Meritter

### Klub
Rosengård
Vinder
- Damallsvenskan (1): 2019

Växjö DFF
Vinder
- Elitettan (1): 2017

### Landshold
Sverige
- Bronze ved VM i fodbold 2019

### Individuel
- 2019 - Topscorer i Damallsvenskan